# Tezu Airport
Tezu Airport är en flygplats i Indien.   Den ligger i distriktet Lohit District och delstaten Arunachal Pradesh, i den östra delen av landet, 1 900 km öster om huvudstaden New Delhi. Tezu Airport ligger 225 meter över havet.
Terrängen runt Tezu Airport är platt åt sydväst, men åt nordost är den kuperad. Runt Tezu Airport är det ganska glesbefolkat, med 34 invånare per kvadratkilometer. Närmaste större samhälle är Tezu, 3,2 km söder om Tezu Airport. I omgivningarna runt Tezu Airport växer i huvudsak städsegrön lövskog.